# L'ultima volta che mi sono suicidato
L'ultima volta che mi sono suicidato (The Last Time I Committed Suicide) è un film del 1997 diretto da Stephen Kay.

## Trama
Neal Cassady racconta all'amico Jack Kerouac la sua storia con Joan.
La storia è ambientata a Denver, nel 1947. Neal accompagna all'ospedale la propria ragazza Joan, che improvvisamente ha tentato di togliersi la vita. Le rimane accanto per lunghi giorni ma poi, straziato, fugge e cerca consolazione al biliardo con l'amico Harry. La sua vita è semplice e monotona: operaio nel turno di notte, bar, qualche ragazza, lavoro, bar, ragazza...
Tempo dopo, avvicinato da una sconosciuta, Neal viene portato in una casa dove ritrova Joan guarita e sempre innamorata. I due ricominciano a fare progetti per il futuro; la coppia amica di Joan vuole aiutare Neal a trovare un lavoro più decente, e subito gli viene programmato un colloquio per il giorno dopo. Neal vuole andare a casa a prendere un abito pulito, esce ma per strada incontra Harry che lo invita al bar e subito dopo lo prega di telefonare a Mary, una minorenne con cui Neal aveva avuto una storia, e che piace a Harry. Neal acconsente, parla con Mary, e la madre di lei, ascoltando alcune battute spinte, chiama la polizia che arresta Neal.
Uscito di prigione dopo due settimane, si precipita da Joan, ma non la trova più. Decide così di allontanarsi nella notte su un'auto rubata, deciso a non fare più ritorno. Ma questa, scrive Neal nell'amaro finale, "non è l'ultima volta che mi sono suicidato".